# 保育学校
保育学校（ほいくがっこう、preschool , nursery school）はイギリスやアメリカ合衆国などにおける小学校あるいは幼稚園教育前の児童のための教育機関。

## イギリス
イギリスでは2歳から5歳（義務教育開始）までの就学前の児童の教育機関として保育学校が設置されている。保育学校を設置する基準を満たさないときは初等学校に保育学級が付設される。
1911年にマクミラン姉妹がロンドンに設置した戸外保育学校を起源とする。1918年のフィッシャー法で就学前の児童の教育機関として正式に公認された。

## アメリカ
アメリカ合衆国では幼稚園入園までの3歳児から5歳児までを対象として設置されている教育機関。多くの州では1年間の義務教育である幼稚園（kindergarten）教育の前の教育。
1915年にシカゴ大学が幼稚園入園前の教育機関として初めて設置した。

## 日本
日本では、幼稚園入園前の2歳児クラスの児童を幼稚園で受け入れる活動を「プレスクール」と俗称していた。
この活動は、構造改革特別区域法第11条（制定当時）の規定により2003年より始まり、2007年に廃止された。その後「幼稚園を活用した子育て支援としての2歳児の受入れに係る留意点について（通知）」（平成19年3月31日文部科学省初等中等教育局長通達）により幼稚園の自主事業として位置づけられている。しかし、インターナショナルスクールが行うプリスクールが注目を集めるようになるとまぎらわしい名称となった。